# هيكتور فيليسيانو
هيكتور فيليسيانو (بالإنجليزية: Héctor Feliciano)‏ هو صحفي أمريكي، ولد في 1952 في فيلادلفيا في الولايات المتحدة.